# Ощипко Ігор Дмитрович
Ігор Дмитрович Ощипко (нар. 25 жовтня 1985, с. Серафинці, Городенківський район, Івано-Франківська область) — український футболіст, захисник. Виступав, зокрема, за донецький «Шахтар», львівські «Карпати», австрійський «Штурм» та молдовську «Зарю» (Бєльці). Колишній гравець національної збірної України.

## Життєпис
Ігор Ощипко почав свою футбольну кар'єру в рідному селі, тренуючись із батьком, який був також футболістом. Перший тренер — Любомир Матійчик. 1998 року вступив до Республіканського вищого училища фізичної культури, де провів чотири роки. Після закінчення училища у 2002 році тренер Олександр Деріберін взяв Ощипка та ще чотирьох гравців до Московської області, де вони виступали за друголіговий «Мострансгаз». Однак коли через рік постало питання про зміну громадянства на російське, Ігор Ощипко відмовився і повернувся до України, де півроку грав за аматорський городенківський «Пробій».

### «Шахтар» (Донецьк)
Узимку 2004 року поїхав на оглядини до донецького «Шахтаря» та підійшов команді. Два з половиною сезони Ощипко провів у «Шахтарі-2» до його розформування і 2006, після того виступав переважно за дублюючий склад (42 матчі та чотири голи) та друголіговий «Шахтар-3». Єдиний матч за основу «Шахтаря» провів 17 червня 2007 року в матчі останнього туру проти запорізького «Металурга».

### «Карпати» (Львів)
Перед другим колом сезону 2007/08 новий тренер «Карпат» Валерій Яремченко домовився про оренду Ігоря Ощипка до львівського клубу. З липня 2008 по 2013 рік Ощипко перебував в стані львівських «Карпат». По завершенні сезону 2012/2013 відмовився від зменшення зарплатні, був виставлений на трансфер і відсторонений від тренувань з основним складом команди. Наприкінці 2013 року рішенням Палати спорів ФФУ отримав статус «вільного агента». Мав серйозні пошкодження коліна.

### «Штурм» (Грац)
Після відновлення від серйозної травми коліна Ігор почав реабілітацію та пошуки нового клубу. Спершу він тренувався в стані «Франкфурта» з Другої Бундесліги Німеччини. В другій половині сезону 2014/15 підписав контракт з австрійським «Штурмом». По завершенні сезону 2014/2015 покинув «Штурм», за який у другій частині чемпіонату провів 3 матчі.

### «Заря» (Бєльці)
28 серпня 2015 року офіційно став гравцем молдовського клубу «Заря» (Бєльці).

### «Ботев» (Пловдив)
7 січня 2016 року було повідомлено про перехід Ігоря до болгарського клубу «Ботев» (Пловдив), але вже влітку того ж року він залишив команду.

### Повернення до України
У 2017 році грав у Другій лізі за «Львів». За цей період зіграв у 9-ти поєдинках Другої ліги. У Кубку України футболіст провів 4 матчі. 11 січня 2018 офіційно став гравцем клубу «Сталь» (Кам'янське).

## Збірна України
За національну збірну України дебютував 29 травня 2010 року у матчі зі збірною Румунії (3:2).